# Terre de Coats
Pour les articles homonymes, voir Coats.

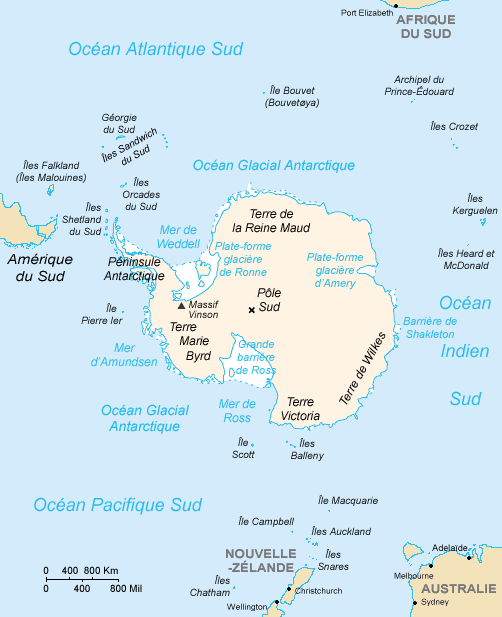
Carte de l'Antarctique

La terre de Coats (Coats Land) est une région de l'Antarctique qui se trouve à l'ouest de la terre de la Reine-Maud et forme la rive est de la mer de Weddell, s'étendant dans une direction nord-est-sud-est entre 20° 00′ 00″ O et 36° 00′ 00″ O. La partie nord-est fut découverte à partir de Scotia par William Speirs Bruce, leader de l'expédition nationale antarctique écossaise de 1902-04. Il donna le nom Coats Land en l'honneur de James Coats Jr., et du major Andrew Coats, deux membres importants de l'expédition.

## La côte de Caird
En décembre 1914 et janvier 1915, Ernest Shackleton, lors de l'expédition Endurance, continua l'exploration au sud, prolongeant ainsi l'exploration de Wilhelm Filchner à partir du Deutschland en 1912.
La côte de Caird est cette partie de la côte de la terre de Coats s'étendant entre la fin du glacier Stancomb-Wills, vers 20° 00′ 00″ O, et les environs du glacier Hayes, vers 27° 54′ 00″ O. Shackleton la nomma en mémoire de Sir James Key Caird, le commanditaire de l'expédition.